# Русская православная старообрядческая церковь
Ру́сская правосла́вная старообря́дческая це́рковь (сокращённо РПСЦ) — юридически и канонически независимое религиозное объединение, состоящее из старообрядцев-поповцев, принимающих окормление Белокриницкой иерархии. Современная иерархия РПСЦ возникла в 1846 году, когда было восстановлено епископское возглавление церковной иерархии; рассматривает себя как продолжение исторической Русской православной церкви, существовавшей до реформ патриарха Никона; не находится в молитвенно-евхаристическом общении с другими церквями, за исключением Православной старообрядческой церкви в Румынии (24 октября 2023 года церковь в Румынии разорвала общение). Несмотря на снятие в 1971 году «клятв» со стороны Московского патриархата, последний не признаёт иерархию РПСЦ.

## Название
Как указывает историк Виктор Боченков, юридически закреплённого наименования конфессии до 1988 года не существовало. «Окружное послание», подписанное старообрядческими епископами в 1862 году и сыгравшее в истории старообрядчества заметную роль, полностью именуется: «Окружное послание единыя, святыя, соборныя, апостольския древлеправославнокафолическия церкве». Полное название другого классического труда старообрядческого книжника и писателя И. Г. Кабанова звучит так: «Кратчайшее начертанїе исторїи Вѣтковскїя церкви, вкупѣ же и краткое изложенїе догматовъ и преданїй, чиновъ же, и обрядовъ, и обычаевъ древлеправославно-каѳолическаго исповѣданїя единыя святыя соборныя, апостольскїя Древле-Греко-Россїйскїя Церкви<…>». Сочинение другого старообрядческого автора Семёна Семёнова именуется: «Краткая история о существовании священства в християнской (староверческой) Церкви, содержащей древлеправославныя Греко-российския Церкви веру». В России до революции также неофициально именовались «Австрийской иерархией» или «австрийским священством» в силу того, что Белая Криница находилась на территории Австрийской империи
В старообрядческой переписке XIX — начала XX столетия наиболее частым определением стали слова «Церковь Христова». На короткий период в заголовках официальных соборных постановлений 1920-х годов к словосочетанию «Церковь Христова» впереди добавляется прилагательное «Древлеправославная». «Постановления Освящённого Собора боголюбивых епископов, священнослужителей и мирян святой Древлеправославной Церкви Христовой (старообрядцев, приемлющих белокриницкую иерархию)» — так звучит название нескольких брошюр, которые удалось издать в середине и второй половине 1920-х годов старообрядцам, признающим Московскую архиепископию. Такое уточнение потребовалось в связи с тем, что в 1924 году поповцы, не признающие Белокриницкую иерархию, присоединили старообрядческого иерарха Николая (Позднева), основав таким образом собственную иерархию. Уже в 1930-х годах определение, сложившееся в 1920-е годы, «потерялось», однако в 1990-е годы оно было популяризировано благодаря изданию «Старообрядчество: Лица события, предметы и символы» (1996), но как указывает Виктор Боченков: «за основу были взяты официальные документы 1920-х гг., а это лишь краткий отрезок, и такое наименование не может экстраполироваться на весь период церковной истории от Никона и дальше». Во второй половине 1940-х годов Московская архиепископия подготовила и передала в Совет по делам религиозных культов «Устав христианской русско-старообрядческой церкви Белокриницкой иерархии». В церковных календарях, издававшихся до 1988 года, указывалось, что они издаются «по благословению» Архиепископии Московской и всея Руси и конкретного правящего иерарха. Название «Древлеправославная Церковь Христова» в них не фигурировало.

## История РПСЦ
Русская православная старообрядческая церковь полагает всю историю Русской церкви до 1653 года своей собственной историей.

### Начало Белокриницкой иерархии
Одним из следствий богослужебной реформы, предпринятой патриархом Никоном и царём Алексеем Михайловичем, был раскол в Русской церкви. Государственные и церковные власти, руководствуясь рядом внешних и внутриполитических соображений, предприняли унификацию русских богослужебных текстов с греческими, что не было принято значительной частью Русской церкви.
Вследствие государственного преследования старообрядцы остались без епископата. В таких чрезвычайных условиях (священных лиц имеют право поставлять только епископы, те же клирики дораскольного поставления, которые не приняли реформ, не могли жить вечно) некоторые старообрядцы (которых стали называть беспоповцами) отказались принимать в общение «никонианское» священство как еретическое, оставшись без священства полностью. В дальнейшем беспоповство разделилось на множество согласий и толков, подчас значительно отличающихся друг от друга своим учением. Некоторые беспоповские течения приобрели черты сект. Другая же часть старообрядцев (поповцы), исходя из канонической практики, существовавшей в Церкви со времени борьбы с арианством, настаивали на возможности и даже необходимости принятия в общение в сущем сане новообрядческих священнослужителей при условии их отречения от реформ Никона. В результате этого среди поповцев уже с конца XVII — начала XVIII века преобладала практика приёма священства от новообрядцев через миропомазание. На протяжении XVIII века старообрядцами было предпринято несколько попыток приёма в общение какого-нибудь архиерея, но все они успехом не увенчались.
C конца XVIII века в Русской православной церкви по почину отдельных архиереев стали появляться приходы, где служили по старым обрядам и книгам, для которых по старым книгам ставили клириков. В 1800 году данное движение было регламентировано, и стало официально называться единоверием. Однако в течение первых десятилетий XIX века в число перешедших в единоверие старообрядцев было невелико.
В царствование Николая I положение старообрядчества изменилось в худшую сторону: правительством были приняты меры по искоренению беглого старообрядческого священства. В ответ на гонения в старообрядческой среде родилась идея учреждения старообрядческой епископской кафедры за пределами России. В 1846 году находившийся в Белокриницком монастыре (в середине XIX века село Белая Криница, относилось к Австрийской империи (впоследствии Австро-Венгрия), затем — к Румынии, с июня 1940 — в составе Украинской ССР, при этом митрополичья кафедра была перенесена в город Брэила в Румынии) бывший Босно-Сараевский митрополит грек Амвросий (Папагеоргопулос) (1791—1863; 12 сентября 1840 года был отозван в Константинополь Патриархом Анфимом IV ввиду опасений, вызванных жалобой митрополита на притеснения населения от местных турецких чиновников; ранее, в том же году, он поддержал восстание боснийцев против оттоманского правителя в Сараево) после переговоров со старообрядцами (иноками Павлом и Алимпием) согласился присоединиться к старообрядчеству по второму чину (чрез помазание миром) и совершил ряд хиротоний для беглопоповцев. Таким образом, в Белой Кринице было положено начало старообрядческой иерархии, и ряд новопоставленных архиереев и иереев появился в пределах Российской империи. Некоторые обвиняют Амвросия в единоличном рукоположении епископов, что противоречит букве закона 1-го апостольского правила, но примером совершения и одобрения такого действия в экстремальных обстоятельствах послужили многие святые, в числе которых Свт. Стефан Сурожский, Иоанн Златоуст и Афанасий Великий.
В 1853 году была основана Владимирская архиепископия; через десять лет (в 1863 году) она была преобразована в Московскую и всея Руси. Центр Белокриницкого согласия располагался в Москве вблизи Рогожского старообрядческого кладбища.
Правительством были предприняты меры к искоренению новой иерархии: священников и епископов заключали в тюрьмы (так, епископ Конон (Смирнов) провёл в Суздальской монастырской тюрьме 22 года: 1859—1881), алтари старообрядческих храмов запечатывали (алтари храмов Рогожской слободы в Москве простояли запечатанными в течение почти полувека: 1856—1905), старообрядцам запретили записываться в купеческое сословие и др. Гонения эти начали ослабевать только в царствование Александра III, но и при нём сохранялся запрет на служение старообрядческого священства.
В условиях усиления гонений после учреждения иерархии в среде старообрядцев-поповцев возникли новые разделения. Часть поповцев не признала Белокриницкой иерархии, продолжая окормляться «бегствующим священством» из Российской Синодальной Церкви. Этой группе, называвшейся в первой половине XIX века «беглопоповцами», удалось обрести свою иерархию только в 1923 году; современное название этого согласия — Русская Древлеправославная Церковь, возглавляемая Патриархом (с 2002) Александром (Калининым).

### Неокружнический раскол и его преодоление
24 февраля 1862 года в ответ на многочисленные нападки со стороны беспоповцев и обвинения в еретичности было издано «Окружное послание Российских архипастырей Белокриницкой иерархии», подготовленное Владимирским, впоследствии Московским, архиепископом Антонием и начётчиком Иларионом Кабановым, пишущим под псевдонимом «Ксенос». В «Окружном послании», в частности, утверждалось, что новообрядцы, хотя и погрешают в вере, но веруют во Христа, что новобрядное написание «Иисус» не означает «иного бога», отличного от Исуса Христа, что четвероконечный образ Креста Христова также достоин поклонения, как и осьмиконечный, что христопреданное священство, таинства и бескровная Жертва будут существовать в Православной Церкви до скончания времён, что молитва за царя необходима, что время последнего Антихриста и конца света ещё не настало, что в Синодальной и Греческой Церквах священство истинное, следовательно, оно истинное и в РПСЦ, принявшей священство от Амвросия.
Большинство верующих Белокриницкого согласия приняло «Окружное послание» (таких христиан стали называть «окружниками»), однако нашлись и отвергнувшие его («неокружники», или «противоокружники»). Положение осложнялось тем, что к неокружникам примкнули некоторые архиереи. Со стороны окружников в течение конца XIX — начала XX веков регулярно предпринимались попытки уврачевать неокружнический раскол, в связи с чем в целях церковной икономии «Окружное послание» неоднократно объявлялось «яко не бывшим» (при этом подчёркивалось, что послание вполне православно и не содержит ересей). Примирение значительной части неокружников с Московской архиепископией состоялось в 1906 году. 

### Белокриницкая иерархия в конце XIX — начале XX века
Несмотря на ограничительный по отношению к старообрядцам характер российского законодательства, Белокриницкое согласие, с 1882 года возглавлявшееся в России архиепископом Московским Саватием (Лёвшиным), постепенно укрепляло свои позиции.
В конце XIX века происходило упорядочение внутренней церковной жизни старообрядцев Белокриницкой иерархии на основе принципа соборности, в чём немалая заслуга принадлежала епископу Арсению (Швецову). До 1898 года все важнейшие внутрицерковные вопросы решал Духовный совет при Московском архиепископе, куда входили немногочисленные доверенные лица предстоятеля. В марте 1898 года в Нижнем Новгороде состоялся собор с участием 7 епископов и 2 представителей от неприбывших архиереев, который уволил Саватия с Московской кафедры. Большинством голосов местоблюстительство архиепископского престола было поручено Уральскому епископу Арсению. В октябре того же года в Москве состоялся новый собор, который избрал на Московскую кафедру Донского епископа Иоанна (Картушина), возведение его в архиепископы состоялось 16 октября. Собор упразднил Духовный совет и обязал архиепископа Иоанна созывать областные соборы епископов для рассмотрения жалоб на епископов и вообще для благоустройства дел церковных не менее одного раза в год. Собор также постановил, что епископы Белокриницкой иерархии в России, в том числе архиепископ Московский, должны быть подчинены этим соборам. В 1898—1912 годы было проведено 18 соборов, в их работе наряду со священнослужителями принимали участие миряне. Помимо соборов в жизни белокриницкого согласия в конце XIX — начале XX века большое значение имели ежегодные всероссийские съезды старообрядцев. Соборы являлись «верховными органами церковно-иерархического управления», а съезды — «органом церковно-гражданского единения старообрядцев», занимавшимися преимущественно вопросами хозяйственно-экономическими и общественно-политическими.
Большое значение для старообрядческой церкви имел высочайший указ «Об укреплении начал веротерпимости», опубликованный 17 апреля 1905 года, предоставлявший старообрядцам права. В 12-м пункте манифеста предписывалось «распечатать все молитвенные дома, закрытые как в административном порядке, не исключая случаев, восходивших чрез комитет министров до Высочайшего рассмотрения, так и по определениям судебных мест». Старообрядцы получали право строить отдельно стоящие храмы, преподавать Закон Божий в школах, легализовалось издание старопечатных богослужебных книг. Старообрядческое духовенство, хотя и не было уравнено в правах даже с инославными священнослужителями, получало определённые льготы и привилегии.
По личной телеграмме императора, данной 16 апреля, представители московских властей сняли печати с алтарей старообрядческих храмов Рогожского кладбища.
21 февраля 1906 года делегация старообрядцев всех согласий в количестве 120 человек была принята Николаем II в Царском Селе.
В 1905—1917 годы, по оценке Ф. Е. Мельникова, было построено более тысячи новых старообрядческих храмов, к работе над которыми активно привлекались видные архитекторы того времени — Ф. О. Шехтель, И. Е. Бондаренко и другие. В эти годы открылись около 10 старообрядческих монастырей.
На 2-м Всероссийском съезде старообрядцев (1901) была создана училищная комиссия, перед которой стояла задача открытия общеобразовательной школы в каждом старообрядческом приходе. Этот процесс после 1905 года шёл довольно быстро. В августе 1905 года собор принял постановление об организации школ для изучения Закона Божия и церковного пения в приходах, о создании духовного училища в Нижнем Новгороде и об обучении юношей «чтению и пению и подготовлении их к служению св. Церкви» в Черемшанском Успенском мужском монастыре близ Хвалынска Саратовской губернии.
25 августа 1911 года постановлением Освящённого Собора старообрядческих епископов было решено учредить при Московской архиепископии Совет, который бы, под управлением архиепископа Иоанна (Картушина), занимался рассмотрением церковно-общественных дел и вопросов и разъяснением таковых.
В 1912 году на Рогожском кладбище был учреждён Старообрядческий богословско-учительский университет с шестилетним сроком обучения. Наряду со священниками это учебное заведение должно было готовить законоучителей, церковно-общественных деятелей и учителей общеобразовательных старообрядческих школ.

### Советское время
Сразу после Октябрьской революции 1917 года в ходе массовой ликвидации домовых церквей закрылись домовые старообрядческие храмы (преимущественно в купеческих домах). В 1918 году были упразднены почти все старообрядческие монастыри, Богословско-учительский институт в Москве и все старообрядческие периодические издания. Во время гражданской войны случались расправы красноармейцев и чекистов со старообрядческими священнослужителями. Впрочем, в 1920-е годы с разрешения властей достраивались некоторые старообрядческие храмы, начатые до революции.
В 1923 году архиепископ Мелетий (Картушин) и епископ Геронтий (Лакомкин) выпустили «Архипастырское послание» с призывом к пастве быть лояльными новой власти. В середине 1920-х годов белокриницкому согласию по разрешению ОГПУ удалось провести несколько соборов (в 1925, 1926, 1927), на которых рассматривались вопросы устроения церковной жизни в новых социальных условиях. Возобновилось издание (в частных издательствах) «Старообрядческих церковных календарей». Епископ Геронтий организовал в Петрограде братство св. священномученика Аввакума с пастырско-богословскими курсами при нём. К концу 1920-х годов старообрядческая Церковь Белокриницкой иерархии включала в себя 24 епархии, которыми управляли 18 епископов, несколько монастырей, существовавших после 1918 года под видом «трудовых артелей», и сотни священнослужителей.
Политика правительства по отношению к старообрядцам резко изменилась в конце 1920-х годов, когда в ходе проводившейся в СССР коллективизации сельского хозяйства была развёрнута кампания по «ликвидации кулачества как класса». Старообрядческое крестьянское хозяйство в большинстве было зажиточным, и это дало основание Н. К. Крупской сказать, что «борьба с кулачеством есть одновременно борьба со старообрядчеством», внутри которого наиболее крупным и организованным было белокриницкое согласие. В результате массовых репрессий против старообрядцев в 1930-х годах были закрыты все монастыри; многие области, прежде считавшиеся старообрядческими, лишились всех действующих храмов, было арестовано подавляющее большинство священнослужителей. При закрытии храмов и монастырей производилась тотальная конфискация икон, утвари, колоколов, облачений, книг, было уничтожено немало библиотек и архивов. Часть старообрядцев эмигрировала, преимущественно в Румынию и Китай.
В ходе репрессий епископат был практически полностью уничтожен. Большинство архиереев было расстреляно, некоторые томились в тюрьмах и лишь двое (нижегородский епископ Иннокентий (Усов) и иркутский епископ Иосиф (Антипин)) сумели скрыться за границей. К 1938 году на свободе остался один архиерей — епископ Калужско-Смоленский Савва (Ананьев). Белокриницкая иерархия на территории СССР оказалась под угрозой полного исчезновения. Стараясь избежать этого и ожидая каждый день ареста и казни, в 1939 году епископ Савва единолично рукоположил епископа Паисия (Петрова) своим преемником на Калужско-Смоленскую епархию, однако Паисий вскоре скончался. Ареста не последовало, и в 1941 году епископ Савва по ходатайству рогожских старообрядцев возвёл вернувшегося из заключения епископа Самарского Иринарха (Парфёнова) в достоинство архиепископа.
В период Великой Отечественной войны архиепископ Иринарх призывал старообрядцев оказывать всяческое противодействие врагу на оккупированной территории в рядах партизан и доблестно служить в Красной армии. В 1942 году из заключения вернулся епископ Геронтий (Лакомкин), ставший помощником архиепископа.
В 1944 году началось возрождение связей со старообрядческими приходами в других республиках СССР, возвращение их в подчинение Московскому архиепископу. В послевоенный период положение древлеправославной Церкви было крайне тяжёлым. Большинство закрытых в 1930-е годы храмов так и не были возвращены Церкви. Во многих областях компактного проживания старообрядцев зачастую удавалось открыть лишь один приход. Архиепископия Московская и всея Руси ютилась в подсобке единоверческого храма святителя Николы на Рогожском кладбище. Не было получено разрешения на открытие монастырей и учебных заведений. Единственным признаком религиозной «оттепели» стало разрешение издания церковного календаря на 1945 год.
После Великой Отечественной войны удалось пополнить епископат. В 1945 году был рукоположён епископ Иосиф (Моржаков), в 1946 году — епископ Вениамин (Агольцов), а через два года — епископ Флавиан (Слесарев).
В 1960-х — середине 1980-х годов церковная жизнь согласия характеризовалась застойными тенденциями: новые приходы практически не открывались, отдельные провинциальные храмы были закрыты из-за отсутствия не только священнослужителей, но и способных вести клиросную службу мирян. Широко распространилась практика окормления несколько приходов одним священником, в связи с чем многие богослужения совершались мирским чином. Священнослужители, пытавшиеся проявить какую-либо активность, нередко попадали под запрещение.
В 1986 году, после кончины архиепископа Никодима (Латышева) и местоблюстителя епископа Анастасия (Кононова), архиепископом Московским и всея Руси был избран незадолго до того рукоположённый епископ Клинцовско-Новозыбковский Алимпий (Гусев). Новый предстоятель начал активно посещать провинциальные приходы, включая те, где архиерейского служения не было несколько десятков лет.
На соборе 1988 года, в год празднования 1000-летия крещения Руси, Московская Архиепископия была преобразована в Митрополию. На этом же Соборе было принято новое официальное название Церкви — «Русская православная старообрядческая церковь» вместо прежнего «Древлеправославная церковь Христова». 24 июля 1988 года в Покровском соборе на Рогожском кладбище в Москве состоялось торжественное возведение архиепископа Алимпия в сан Митрополита Московского и всея Руси.

### После распада СССР
В 1991 году Русская православная старообрядческая церковь возобновила официальное теоретическое и духовно-просветительское издание — журнал «Церковь». При митрополите Алимпии были возрождены Ярославско-Костромская, Сибирская, Дальневосточная, Казанско-Вятская епархии. Впервые после 1917 года была возобновлена связь со старообрядческой поместной Церковью Румынии.
В 1995 году при художественно-реставрационном училище в Суздале было открыто старообрядческое отделение. В 1998 году состоялся первый выпуск. Среди девяти человек, получивших тогда свидетельства об окончании, все нашли себя в церковном служении. В 1999 году в силу финансовых и организационных проблем училище было закрыто. В 1996 году на Рогожском было создано Старообрядческое духовное училище, первый выпуск которого состоялся в 1998 году. Затем в деятельности училища последовал 6-летний перерыв.
В 2002 году был учреждён день почитания Всех священномучеников, мучеников и исповедников за веру Христову от безбожия в XX веке пострадавших (Новомучеников Российских) во второе воскресение по Пятидесятнице.
31 декабря 2003 года митрополит Алимпий скончался, и 12 февраля 2004 года митрополитом Московским и всея Руси стал епископ Казанский и Вятский Андриан (Четвергов). С его именем связана активизация деятельности РПСЦ по многим направлениям, а также политика открытости внешнему миру. 1 сентября 2004 года возобновило свою работу Московское старообрядческое духовное училище. В октябре 2004 года территории бывших Калужско-Смоленской и Клинцовско-Новозыбковской епархий вошли во вновь образованную Санкт-Петербургскую и Тверскую епархию. Митрополит Андриан пробыл на митрополичьей кафедре полтора года; сумел установить тесные связи с Московским правительством, благодаря чему в распоряжение Церкви были переданы два храма, была переименована улица Войтовича в Старообрядческую, предоставлено финансирование для восстановления духовно-административного центра в Рогожской слободе. Митрополит Андриан скоропостижно скончался 10 августа 2005 года в возрасте 54 лет от сердечного приступа.
19 октября 2005 года новым предстоятелем РПСЦ был избран епископ Казанский и Вятский Корнилий (Титов). Возведение на престол нового старообрядческого митрополита состоялось в Москве 23 октября в духовном центре староверов, расположенном в Рогожской слободе. Его первые шаги на посту предстоятеля РПСЦ вызвали критику со стороны изоляционистской части верующих и клириков, усмотревших в его политике малое внимание к вопросам внутренней жизни РПСЦ, во взглядах — экуменизм, а затем и предательство идеалов РПСЦ и старообрядчества в целом. В преддверии Освященного собора РПСЦ 2007 года появилось «Открытое письмо духовенства, иночествующих и мирян Освященному Собору РПСЦ по поводу развития ереси экуменизма в старообрядческой среде». Ряд клириков и мирян РПСЦ потребовали от собора извергнуть из сана митрополита Корнилия. По мнению бывшего пресс-секретаря Московской митрополии Сергея Вургафта, его частые встречи с представителями Московского Патриархата «вызывают опасение, что конечной целью их станет слияние РПСЦ с РПЦ». На соборе митрополит Корнилий согласился на упорядочение в будущем своих внешних контактов в соответствии с существующими правилами и традициями; принято определение, что, несмотря на отдельные ошибки Митрополита, он не совершил ничего, влекущего канонических прещений. Собор подтвердил, что «Единая Святая Соборная и Апостольская Церковь отвергает экуменизм и анафематствует его» и напомнил «христианам о решениях Соборов нашей Церкви 1832 и 1846 гг., признающих новообрядчество ересью второго чина». Тем не менее радикалы в РПСЦ расценили эти решения как недостаточно жёсткие и покинули собор. 18 октября они объявили о разрыве молитвенного общения с РПСЦ. 9 ноября 2007 года о разрыве молитвенного общения с РПСЦ объявил и епископ Герман (Савельев). 13 ноября под давлением комиссии РПСЦ, посетившей Хабаровск, он объявил о возвращении в РПСЦ, но 20 ноября в Москве он объявил о прерывании молитвенного общения с митрополитом Корнилием и возглавил новую юрисдикцию — Древлеправославную церковь Христову Белокриницкой иерархии. Подобные споры продолжились и на Освящённом соборе в октябре 2008 года. Митрополит Корнилий вышел из этой борьбы победителем: собор не поддержал группу лиц, выступавших против контактов с Московским Патриархатом и с обществом, а Древлеправославная церковь Христова Белокриницкой иерархии в скором времени раздробилась и маргинализировалась. Несмотря на пережитые нестроения, по оценкам наблюдателей и самих старообрядцев, в 2000-е годы происходил существенный приток в старообрядчество, особенно РПСЦ, новых последователей, чему способствовала политика большей открытости по отношению к широкой общественности. В то же время приток новых членов обострял проблемы преемственности, сохранения традиций и внутренней интеграции.
26 декабря 2012 года в Московской Митрополии на Рогожском состоялась встреча Митрополита Корнилия с предстоятелем Русской Древлеправославной Церкви патриархом Александром (Калининым).
В мае 2013 года в РПСЦ была принята православная община из Уганды во главе со священником Иоакимом Киимбой, отделившаяся от Александрийского патриархата по причине перехода его на новый стиль. Однако, по некоторым данным, эта община присоединилась не из православного Александрийского Патриархата, а от греческих старостильников, прежде поменяв несколько неканонических юрисдикций. После кончины 10 января 2015 года протопресвитера Иоакима Киимбы новым настоятелем был назначен священник Иоаким Валусимби. 20 сентября 2015 года в Москве состоялась его иерейская хиротония, которую совершил митрополит Корнилий. По состоянию на сентябрь 2015 года у общины имелся один действующий храм в пригороде столицы Уганды Кампалы и ещё два строящихся (число прихожан составляло около 200 человек).
4 февраля 2015 году Советом Митрополии РПСЦ было принято решение о создании комиссии по вопросу о возможности признания Московским Патриархатом законности Белокриницкой иерархии. 31 марта того же года при участии митрополита Корнилия состоялась первая встреча комиссии с рабочей группой Московского Патриархата.
В результате переговоров с малочисленным старообрядческим объединением Древлеправославная архиепископия, отколовшегося в 1999 году от РДЦ, 18 октября 2017 года митрополит Корнилий (Титов) и епископ Никодим (Елякин) подписали «Мирный акт», установивший евхаристическое общение между РПСЦ и Древлеправославной архиепископией. Между тем, Белокриницкая митрополия (Древлеправославная старообрядческая церковь Румынии) отказывалась признать достоинство иерархии Древлеправославной архиепископии. Митрополит Леонтий (Изот) неоднократно и письменно, и устно обращался к митрополиту Корнилию (Титову) с просьбой остановить процесс сближения с Древлеправославной архиепископией и, особенно, не допустить совместных богослужений. Обращались к руководству митрополии РПСЦ и представители российского духовенства. 24 октября 2023 года Освящённый собор Древлеправославной старообрядческой церкви Румынии постановил «Прекратить полное молитвенное общение с Русской Православной старообрядческой Церкви, Московской Митрополии на неопределенное время».
3 апреля 2022 года в связи с вторжением Российской Федерации на Украину, духовенство архиепископии Киевской и всея Украины осудило поддержку агрессии духовенства Московской митрополии и обратилось к предстоятелям Московской и Белокриницкой митрополий с просьбой о предоставлении архиепископии автокефалии. Осенью 2022 года в связи с боевыми действиями на Украине Киевская и всея Украины епархия была преобразована в Древлеправославную церковь Украины; 1 ноября это название было официально зарегистрировано украинскими государственными органами.

## Особенности вероучения и богослужения
Как значится на официально сайте РПСЦ: «Истинная православная Церковь — старообрядческая, хранящая полноту и чистоту апостольской веры в современном падшем мире. Все остальные Церкви и религиозные течения — либо ереси, отколовшиеся от православия, либо антихристианские движения. Единственная возможность спасения — только в древлеправославной Церкви, через искреннюю веру во Христа».
Русская православная старообрядческая церковь исповедует учение о неразрывной связи между внешней формой и внутренним содержанием священнодействий и таинств. По мнению старообрядцев, любое священнодействие и чинопоследование имеют символическое, богословское, педагогическое и историческое значение. Согласно их учению, во всех христианских священнодействиях и таинствах есть несомненное присутствие Божественной благодати: «Господь Бог глубиной своей мудрости человеку под видимыми и телесными знамениями невидимые дары Свои дал есть» (Иоанн Златоуст).
Имеет общие с прочими старообрядческими течениями обрядовые особенности в сравнении с каноническими (новообрядными) православными Церквами: совершение крестного знамения двумя, а не тремя перстами, крестный ход по часовой стрелке, а не против, произношение и написание «Исус», а не «Иисус», строгое соблюдение трёхпогружательного крещения и прочее. Новообрядцев РПСЦ признаёт еретиками и принимает в общение первым (через Крещение — в случае совершенного ранее обливательного крещения) или вторым чином (через миропомазание — крещённых трёхпогружательным крещением).
По словам предстоятеля РПСЦ, «наша церковь не старообрядческая, а православная в первую очередь. Хотя действительно нас называют старообрядцами после раскола в XVII веке. Основное в названии Русская православная старообрядческая церковь — это православная. Ну а староверами нас называют, чтобы отличить от других церковных деноминаций».

## Современное состояние
Высший орган управления — Освящённый собор Русской православной старообрядческой церкви. Собирается ежегодно с широким участием священнослужителей всех уровней, монашествующих и мирян.
Церковное священноначалие состоит из десяти архиереев во главе с митрополитом Московским и всея Руси.
По некоторым оценкам, в настоящее время Русской православной старообрядческой церковью окормляется около миллиона человек, в том числе около 500 тысяч — в России. Традиционно старообрядческими регионами считаются Поволжье, Центральная Россия (один из центров — подмосковная местность Гуслицы), Урал, Поморье и Сибирь; в меньшей степени — Дальний Восток, Кавказ и Дон. Ещё 300 тысяч человек — в СНГ, 200 тысяч — в Румынии, 15 тысяч — во всём остальном мире. На 2005 год насчитывалось 260 зарегистрированных общин.
По словам митрополита Корнилия (Титова), на 2017 год РПСЦ насчитывала «примерно 200 приходов в России, 50 на Украине, около 30 в Молдавии. Много приходов в дальнем зарубежье».
Русской православной старообрядческой церкви в настоящее время принадлежит женский Николо-Улейминский монастырь близ Углича. В Хвалынском районе Саратовской области возрождается мужской Черемшанский монастырь.
В 1996 году было открыто Старообрядческое духовное училище. После первого выпуска в 1998 году в его деятельности последовал перерыв до 2004 года. С тех пор училище больше не закрывалось. В настоящее время ведётся работа по воссозданию Старообрядческого богословского института как высшего учебного заведения под названием Православный старообрядческий гуманитарный институт имени протопопа Аввакума. Его планируют открыть в историческом здании на Смирновской улице, находящемся в стадии реконструкции.
Издаются журнал «Церковь» и приложение к нему «Во время оно…».
С 2015 года существует старообрядческое интернет-радио «Голос веры» и проводятся старообрядческие онлайн-лекции.
В связи с принятием в РПСЦ общин в Уганде и Пакистане, где никто не владеет русским языком, появилась нужда в переводе богослужебной и иной литературы на иные языки, в первую очередь — на английский. В 2018 году, в приходах Москвы и Костромы, по благословению правящих архиереев, с участием христиан, знающих английский, состоялись богослужения, на которых чтение и пение частично было совершено на английском языке.
Смотри также: Список архиереев Русской православной старообрядческой церкви.

## Предстоятели
- Антоний (Шутов) (3 февраля 1853 — 8 ноября 1881)
- Саватий (Лёвшин) (10 октября 1882 — 19 марта 1898)
- Арсений (Швецов) (19 марта — 16 октября 1898) местоблюститель, еп. Уральский
- Иоанн (Картушин) (16 октября 1898 — 24 апреля 1915)
- Александр (Богатенко) (28 апреля — 30 августа 1915) местоблюститель, еп. Рязанский
- Мелетий (Картушин) (30 августа 1915 — 4 июня 1934)
- Викентий (Никитин) (февраль 1935 — 13 апреля 1938) местоблюститель, еп. Кавказский
- Савва (Ананьев) (1938—1941) местоблюститель, еп. Калужско-Смоленский
- Иринарх (Парфёнов) (апрель 1941 — 7 марта 1952)
- Флавиан (Слесарев) (16 марта 1952 — 25 декабря 1960)
- Иосиф (Моржаков) (19 февраля 1961 — 3 ноября 1970) местоблюститель с декабря 1960
- Никодим (Латышев) (24 октября 1971 — 11 февраля 1986)
- Анастасий (Кононов) (14 февраля — 9 апреля 1986) местоблюститель, еп. Донской
- Алимпий (Гусев) (6 июля 1986 — 31 декабря 2003) с 13 апреля 1986 года — местоблюститель
- Иоанн (Витушкин) (3 января — 12 февраля 2004) местоблюститель
- Андриан (Четвергов) (12 февраля 2004 — 10 августа 2005)
- Иоанн (Витушкин) (11 августа — 23 октября 2005) местоблюститель
- Корнилий (Титов) (с 23 октября 2005)